# James Root

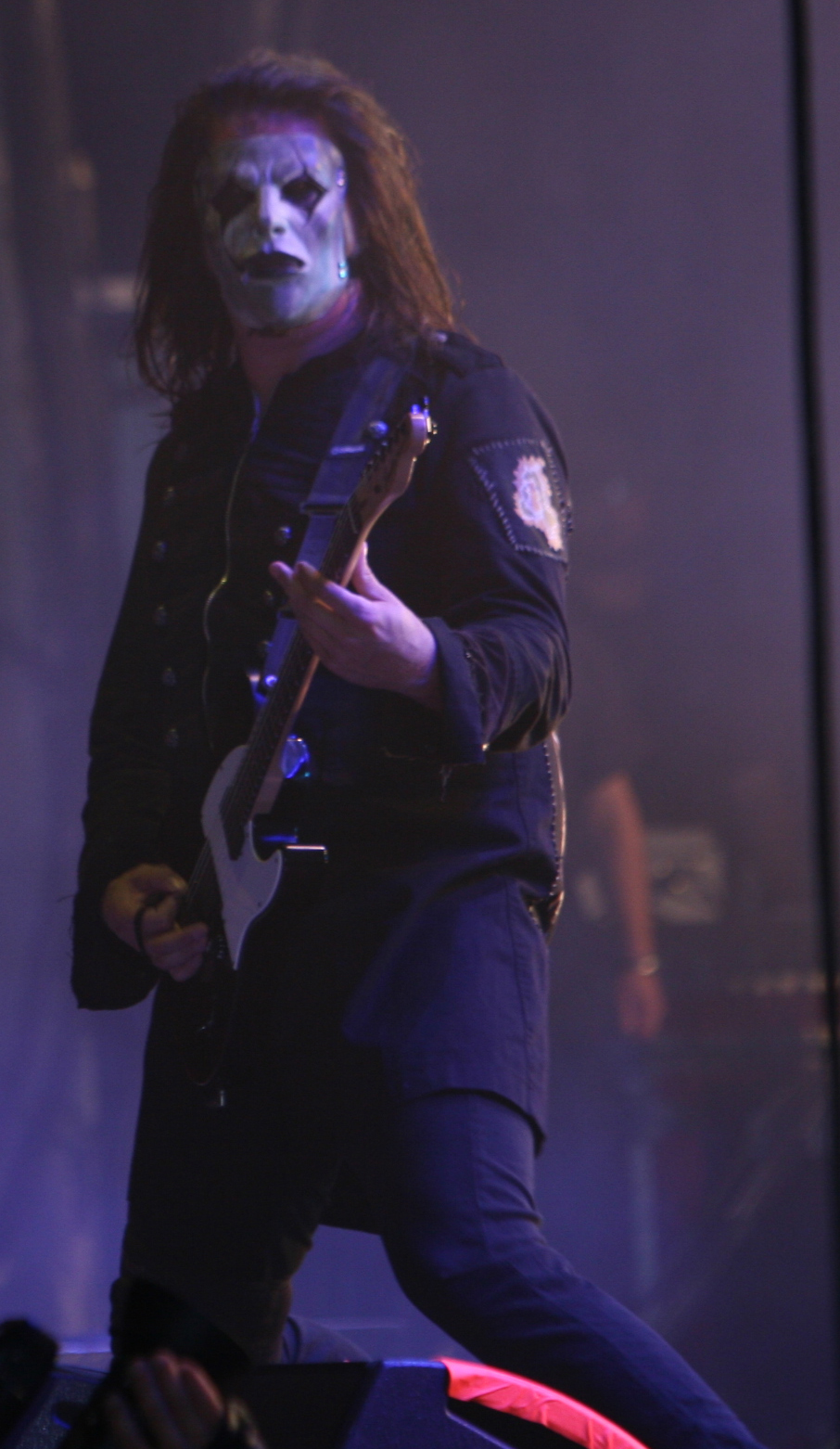
James Root

James "Jim" Root, född 2 oktober 1971, är gitarrist i Slipknot. 
Root ersatte Slipknots förre gitarrist Josh Brainard i februari 1999 under inspelningen av deras debutalbum Slipknot (album). Han spelar på en Custom Fender Jim Root Jazzmaster och har spelat på en Stratocaster och en Telecaster. Han har förut använt sig av en Jackson och en BC Rich som användes i hiten Disasterpieces.

## Masker
I början när han togs in i bandet tog han över Joshs mask som var en lädermask där han kunde sticka ut det rosa hår han hade på den tiden. Men med den kunde han inte fokusera så bra och bytte till en tidig version av sin nuvarande mask, en Jestermask.

## Sidoprojekt
Root var med i bandet Stone Sour tillsammans med Corey Taylor.
Han spelar gitarr på låten LA Headspace på Slipknotmedlemmen Sid Wilsons första soloalbum The New Leader